# Acura
Acura je japanska marka luksuznih automobila proizvedenih pod okriljem koncerna Honda, a prodaje se od 1986. godine i danas je dostupna na tržištima SAD-a, Kanade, Meksika i Hong Konga.